# Высоково (Чеховский район)
Высоково — деревня в Чеховском районе Московской области, в составе муниципального образования сельское поселение Стремиловское (до 28 февраля 2005 года входила в состав Стремиловского сельского округа), деревня связана автобусным сообщением с райцентром и соседними населёнными пунктами.

## Население
| 2002 | 2006 | 2010 |
| ---- | ---- | ---- |
| 10   | ↗27  | ↘5   |

## География
Высоково расположено примерно в 19 км на запад от Чехова, на суходоле, высота центра деревни над уровнем моря — 192 м. На 2016 год в Высоково зарегистрировано 3 садовых товарищества. Деревянная часовня Иконы Божией Матери Казанская, приписанная к церкви в Спас-Темне, была построена в Высоково в XIX веке, до наших дней не сохранилась.